# 火车南站街道 (乌鲁木齐市)
火车南站街道是中华人民共和国新疆维吾尔自治区乌鲁木齐市沙依巴克区下辖的一个街道办事处。

## 行政区划
火车南站街道下辖以下村级行政区划单位：
火车南站片区虚拟社区。